# Gareth Marriott
Gareth John Marriott (* 14. července 1970 Mansfield, Anglie) je bývalý britský vodní slalomář, kanoista závodící v kategorii C1.
Na mistrovstvích světa získal jednu stříbrnou (C1 družstva – 1993) a dvě bronzové medaile (C1 – 1997; C1 družstva – 1991). V letech 1991, 1994 a 1995 vyhrál celkové pořadí Světového poháru v kategorii C1. Dvakrát startoval na letních olympijských hrách, v Barceloně 1992 vybojoval stříbrnou medaili, v Atlantě 1996 se umístil na čtvrtém místě.